# Best Man
Best Man er en kortfilm fra 2013 instrueret af Tommy Oksen.